# Scuderia Centro Sud
Scuderia Centro Sud fue un equipo privado de carreras fundado en Módena por Guglielmo Dei, que estuvo activo en Fórmula 1 entre 1956 y 1965.

## Historia
Dei había sido piloto aficionado en la década de 1930. A principios de la década de 1950 abrió un concesionario de Maserati en Roma. Dedicado a mantener una relación con el automovilismo, en 1956 fundó su propio equipo. El nombre «Centro Sud» se refiere a las partes de Italia donde se encuentran sus ciudades adoptivas y nativas (Módena y Roma).
En el transcurso de 9 temporadas, Scuderia Centro Sud ingresó a un total de 49 Grandes Premios en Fórmula 1, con monoplazas como el Maserati 250F, varios Cooper con motor Maserati y, en la década de 1960, con un BRM P57. Después de un comienzo muy prometedor (anotaron sus primeros puntos en su debut con Luigi Villoresi), Centro Sud ganó otro total de 24 puntos, principalmente con Masten Gregory y Tony Maggs, pero nunca ganó una carrera, con el tercer lugar de Gregory en el Gran Premio de Mónaco de 1957 como el mejor resultado del equipo.
Centro Sud fue el único equipo italiano de carreras que participó en carreras de Tasman Series en Australia y Nueva Zelanda durante el invierno de 1961-1962.
Una de sus hazañas más notables fue ser el primer equipo en la historia de Fórmula 1 en dirigir una piloto femenina cuando Maria Teresa de Filippis se clasificó para el Gran Premio de Portugal en 1958. El futuro ganador de las 24 Horas de Le Mans (1963) y 24 Horas de Daytona (1967) Lorenzo Bandini, hizo su debut en la categoría con el equipo en el Gran Premio de Bélgica de 1961.

## Resultados

### Fórmula 1
(Clave) (negrita indica pole position) (cursiva indica vuelta rápida)

| Año          | Chasis           | Motor(es)   | Neu. | Pilotos                  | 1   | 2   | 3   | 4   | 5   | 6   | 7   | 8   | 9   | 10  | 11  |
| ------------ | ---------------- | ----------- | ---- | ------------------------ | --- | --- | --- | --- | --- | --- | --- | --- | --- | --- | --- |
| 1956         | Maserati 250F    | Maserati 6L | P    |                          | ARG | MON | 500 | BEL | FRA | GBR | GER | ITA |     |     |     |
| 1956         | Maserati 250F    | Maserati 6L | P    | Luigi Villoresi          |     |     |     | 5   |     |     |     |     |     |     |     |
| 1956         | Maserati 250F    | Maserati 6L | P    | Harry Schell             |     |     |     |     |     |     | Ret |     |     |     |     |
| 1956         | Maserati 250F    | Maserati 6L | P    | Toulo de Graffenried     |     |     |     |     |     |     |     | 7   |     |     |     |
| 1956         | Ferrari Tipo 500 | Ferrari 4L  | P    | Giorgio Scarlatti        |     |     |     |     |     |     | Ret |     |     |     |     |
| 1957         | Maserati 250F    | Maserati 6L | P    |                          | ARG | MON | 500 | FRA | GBR | GER | PES | ITA |     |     |     |
| 1957         | Maserati 250F    | Maserati 6L | P    | Harry Schell             | 4   |     |     |     |     |     |     |     |     |     |     |
| 1957         | Maserati 250F    | Maserati 6L | P    | Joakim Bonnier           | 7   |     |     |     |     |     | Ret | Ret |     |     |     |
| 1957         | Maserati 250F    | Maserati 6L | P    | Masten Gregory           |     | 3   |     |     |     | 8   | 4   | 4   |     |     |     |
| 1957         | Maserati 250F    | Maserati 6L | P    | André Simon              |     | DNQ |     |     |     |     |     |     |     |     |     |
| 1957         | Maserati 250F    | Maserati 6L | P    | Hans Herrmann            |     |     |     |     |     | Ret |     |     |     |     |     |
| 1957         | Ferrari Tipo 500 | Ferrari 4L  | P    | Alejandro de Tomaso      | 9   |     |     |     |     |     |     |     |     |     |     |
| 1958         | Maserati 250F    | Maserati 6L | P    |                          | ARG | MON | NED | 500 | BEL | FRA | GBR | GER | POR | ITA | MAR |
| 1958         | Maserati 250F    | Maserati 6L | P    | Joakim Bonnier           | DNA |     |     |     |     |     |     | Ret |     |     |     |
| 1958         | Maserati 250F    | Maserati 6L | P    | Gerino Gerini            |     | DNQ |     |     |     |     | 9   | Ret |     | Ret | 12  |
| 1958         | Maserati 250F    | Maserati 6L | P    | Maurice Trintignant      |     |     |     |     | 7   |     |     |     |     |     |     |
| 1958         | Maserati 250F    | Maserati 6L | P    | Masten Gregory           |     |     |     |     | Ret |     |     |     |     | 4‡  |     |
| 1958         | Maserati 250F    | Maserati 6L | P    | Wolfgang Seidel          |     |     |     |     | Ret |     |     |     |     |     | Ret |
| 1958         | Maserati 250F    | Maserati 6L | P    | Carroll Shelby           |     |     |     |     |     | Ret | 9   |     |     | 4‡  |     |
| 1958         | Maserati 250F    | Maserati 6L | P    | Troy Ruttman             |     |     |     |     |     | 10  |     | DNS |     |     |     |
| 1958         | Maserati 250F    | Maserati 6L | P    | Hans Herrmann            |     |     |     |     |     |     |     | Ret |     |     |     |
| 1958         | Maserati 250F    | Maserati 6L | P    | Cliff Allison            |     |     |     |     |     |     |     |     | Ret |     |     |
| 1958         | Maserati 250F    | Maserati 6L | P    | Maria Teresa de Filippis |     |     |     |     |     |     |     |     | Ret |     |     |
| 1959         | Cooper T51       | Maserati 4L | D    |                          | MON | 500 | NED | FRA | GBR | GER | POR | ITA | USA |     |     |
| 1959         | Cooper T51       | Maserati 4L | D    | Ian Burgess              |     |     |     | Ret | Ret | 6   |     | 14  |     |     |     |
| 1959         | Cooper T51       | Maserati 4L | D    | Colin Davis              |     |     |     | Ret |     |     |     | 11  |     |     |     |
| 1959         | Cooper T51       | Maserati 4L | D    | Hans Herrmann            |     |     |     |     | Ret |     |     |     |     |     |     |
| 1959         | Cooper T51       | Maserati 4L | D    | Mário de Araújo Cabral   |     |     |     |     |     |     | 10  |     |     |     |     |
| 1959         | Maserati 250F    | Maserati 4L | D    | Asdrúbal Fontes Bayardo  |     |     |     | DNQ |     |     |     |     |     |     |     |
| 1959         | Maserati 250F    | Maserati 4L | D    | Fritz d'Orey             |     |     |     | 10  | Ret |     |     |     |     |     |     |
| 1960         | Cooper T51       | Maserati 4L | D    |                          | ARG | MON | 500 | NED | BEL | FRA | GBR | POR | ITA | USA |     |
| 1960         | Cooper T51       | Maserati 4L | D    | Roberto Bonomi           | 11  |     |     |     |     |     |     |     |     |     |     |
| 1960         | Cooper T51       | Maserati 4L | D    | Carlos Menditéguy        | 4   |     |     |     |     |     |     |     |     |     |     |
| 1960         | Cooper T51       | Maserati 4L | D    | Masten Gregory           |     | DNQ |     | DNS |     | 9   | 14  | Ret |     |     |     |
| 1960         | Cooper T51       | Maserati 4L | D    | Ian Burgess              |     | DNQ |     |     |     | 10  | Ret |     |     | Ret |     |
| 1960         | Cooper T51       | Maserati 4L | D    | Maurice Trintignant      |     | Ret |     | Ret |     | Ret |     |     |     | 15  |     |
| 1960         | Cooper T51       | Maserati 4L | D    | Mário de Araújo Cabral   |     |     |     |     |     |     |     | Ret |     |     |     |
| 1960         | Cooper T51       | Maserati 4L | D    | Alfonso Thiele           |     |     |     |     |     |     |     |     | Ret |     |     |
| 1960         | Cooper T51       | Maserati 4L | D    | Wolfgang von Trips       |     |     |     |     |     |     |     |     |     | 9   |     |
| 1961         | Cooper T53       | Maserati 4L | D    |                          | MON | NED | BEL | FRA | GBR | GER | ITA | USA |     |     |     |
| 1961         | Cooper T53       | Maserati 4L | D    | Lorenzo Bandini          |     |     | Ret |     | 12  | Ret | 8   |     |     |     |     |
| 1961         | Cooper T51       | Maserati 4L | D    | Massimo Natili           |     |     |     |     | Ret |     | DNS |     |     |     |     |
| 1963         | BRM P57          | BRM V8      | D    |                          | MON | BEL | NED | FRA | GBR | GER | ITA | USA | MEX | RSA |     |
| 1963         | BRM P57          | BRM V8      | D    | Lorenzo Bandini          |     |     |     | 10  | 5   | Ret |     |     |     |     |     |
| 1963         | BRM P57          | BRM V8      | D    | Maurice Trintignant      |     |     |     |     |     |     | 9   |     |     |     |     |
| 1963         | BRM P57          | BRM V8      | D    | Moisés Solana            |     |     |     |     |     |     |     |     | 11  |     |     |
| 1963         | Cooper T60       | Climax V8   | D    | Mário de Araújo Cabral   |     |     |     |     |     | Ret | DNQ |     |     |     |     |
| 1963         | Cooper T53       | Maserati 4L | D    | Ernesto Brambilla        |     |     |     |     |     |     | DNQ |     |     |     |     |
| 1964         | BRM P57          | BRM V8      | D    |                          | MON | NED | BEL | FRA | GBR | GER | AUT | ITA | USA | MEX |     |
| 1964         | BRM P57          | BRM V8      | D    | Tony Maggs               |     | DNS | DNS |     | Ret | 6   | 4   |     |     |     |     |
| 1964         | BRM P57          | BRM V8      | D    | Giancarlo Baghetti       | DNA | 10  | 8   |     | 12  | Ret | 7   | 8   |     |     |     |
| 1965         | BRM P57          | BRM V8      | D    |                          | RSA | MON | BEL | FRA | GBR | NED | GER | ITA | USA | MEX |     |
| 1965         | BRM P57          | BRM V8      | D    | Lucien Bianchi           |     |     | 12  |     |     |     |     |     |     |     |     |
| 1965         | BRM P57          | BRM V8      | D    | Masten Gregory           |     |     | Ret |     | 12  |     | 8   | Ret |     |     |     |
| 1965         | BRM P57          | BRM V8      | D    | Roberto Bussinello       |     |     |     |     |     |     | 12  | DNQ |     |     |     |
| 1965         | BRM P57          | BRM V8      | D    | Giorgio Bassi            |     |     |     |     |     |     |     | Ret |     |     |     |
| Referencias: |                  |             |      |                          |     |     |     |     |     |     |     |     |     |     |     |